# Landschaftsschutzgebiet Schiefenbrink
Das Landschaftsschutzgebiet Schiefenbrink mit etwa 8 ha Flächengröße liegt nordwestlich von Kirchheide im Stadtgebiet von Lemgo. Es wurde 2009 mit dem Landschaftsplan Lemgo durch den Kreistag des Kreises Lippe als Landschaftsschutzgebiet (LSG) ausgewiesen.

## Beschreibung
Das LSG umfasst den Biotopkomplex Schiefenbrink. Es befinden sich naturnahen Feldgehölzen und Hecken im Schutzgebiet mit Arten des Eichen-Hainbuchenwaldes und Schlehen-Weißdorngebüschen. Auch der Oberlauf eines temporär wasserführenden Baches befindet sich hier. Eine teils brachgefallene größere Obstwiese mit alten, teilweise abgängigen Obstbäumen, liegt im Gebiet. Auch andere Brachflächen, wie eine ruderalisierte Glatthaferwiese, sind vorhanden. Das Ilse-Seitentälchen Langer Grund ist in das Landschaftsschutzgebiet Schiefenbrink einbezogen.
Zum Wert des Schutzgebietes führt der Landschaftsplan aus: „Bei dem Landschaftsschutzgebiet handelt es sich um naturnahe Gehölzstrukturen als Refugial- und Vernetzungsbiotop in einem landwirtschaftlich genutzten Umfeld.“

## Schutzzwecke für das LSG
Laut Landschaftsplan erfolgte die Ausweisung des LSG
- „zur Erhaltung und Wiederherstellung der Leistungsfähigkeit des Naturhaushaltes in ökologisch besonders wertvoll strukturierten Bereichen mit Wasser-, Klima- und Biotopschutzfunktionen,“
- „zur Erhaltung und Wiederherstellung von Quellbereichen und naturnahen Fließgewässern, Wald- und Grünlandbereichen unterschiedlicher Feuchtestufen, Feldgehölzen, Hecken und Obstwiesen,“
- „zur Erhaltung morphologisch ausgeprägter Bereiche zur Sicherung der landschaftlichen Eigenart und Vielfalt für die Erholung,“
- „zur Erhaltung wertvoller Biotopkomplexe aus Wald-Grünlandbereichen, Fließgewässern und Quellen sowie Biotopen nach § 62 LG mit wichtigen Refugial-, Puffer-, Trittstein- und Vernetzungsfunktionen,“
- „zur Erhaltung und Wiederherstellung wichtiger Rückzugsräume für die bedrohte Tier- und Pflanzenwelt,“
- „zur Sicherung der das Orts- und Landschaftsbild gliedernden und belebenden und die dörflichen Siedlungsstrukturen prägenden Freiraumelemente.“[1]

## Rechtliche Vorschriften
Im Landschaftsschutzgebiet ist unter anderem das Errichten von Bauten und Fischteichen verboten. Grün- und Brachland darf nicht in eine andere Nutzungsart umgewandelt oder umgebrochen werden.